# Pierre Gérald
Pierre Gérald ( 26. maj 1906 i Paris – 24. marts 2012 i Levallois-Perret ), døbt Victor Haim Cohen var indtil sine død den ældste aktive franske skuespiller.
Pierre Gérald spillede mindre roller i film, men havde oftest teater-roller. Han død den 24 marts 2012 med en alder af 105 år.

## Teater
- 1954 : L'Anglais tel qu'on le parle de Tristan Bernard, mise en scène René Barré, Théâtre des Célestins
- 1955 : Judas de Marcel Pagnol, mise en scène Pierre Valde, Théâtre de Paris
- 1958 : Les Murs de Palata d'Henri Viard, mise en scène Georges Douking, Théâtre du Vieux-Colombier

- 1961 : Œdipe ou le Silence des dieux de Jean-Jacques Kihm, mise en scène Delfor Peralta, Arènes de Cimiez
- 1966 : Chant public devant deux chaises électriques d'Armand Gatti, mise en scène de l'auteur, TNP Théâtre de Chaillot
- 1966 : Dieu, empereur et paysan de Julius Hay, mise en scène Georges Wilson, TNP Festival d'Avignon
- 1967 : Dieu, empereur et paysan de Julius Hay, mise en scène Georges Wilson, TNP Théâtre de Chaillot
- 1967 : L'Idiot d'après Dostoïevski, adaptation et mise en scène André Barsacq, Théâtre des Célestins, tournée Karsenty-Herbert
- 1968 : Roméo et Juliette de William Shakespeare, mise en scène Michael Cacoyannis, TNP Théâtre de Chaillot
- 1969 : La Résistible Ascension d'Arturo Ui de Bertolt Brecht, mise en scène Georges Wilson, TNP Théâtre de Chaillot
- 1969 : Savonarole ou Le Plaisir de Dieu seul de Michel Suffran, mise en scène Jean-Pierre Laruy, Centre Théâtral du Limousin Limoges

- 1970 : La vie que je t'ai donnée de Luigi Pirandello, mise en scène Pierre Franck, Théâtre des Mathurins
- 1970 : Cyrano de Bergerac de Edmond Rostand, mise en scène Jean Deschamps, Festival de la Cité Carcassonne
- 1970 : La guerre de Troie n'aura pas lieu de Jean Giraudoux, mise en scène Yves Kerboul, Théâtre du Midi Festival de la Cité Carcassonne
- 1972 : Préparation d'une victime de Dieter Kühn, mise en scène Claude Mercutio, Festival du Marais
- 1975 : Corruption au palais de justice d'Ugo Betti, mise en scène Pierre Arnaudeau, Théâtre du Tertre
- 1976 : Le Retour des deux orphelines dans la IIIe République de François Cazamayo et Claire-Lise Charbonnier, mise en scène Guy Kayat, Théâtre 71
- 1977 : Décret secret de Pedro Vianna, mise en scène Claude Mercutio, Théâtre de la Vieille-Grille
- 1978 : La Cuisine des anges d'Albert Husson, mise en scène Francis Joffo, Théâtre des Célestins

- 1988 : Avanti ! de Samuel Taylor, mise en scène Pierre Mondy, Théâtre Antoine, Théâtre du Palais-Royal

- 1992 : Les Dimanches De Monsieur Riley de Tom Stoppard, mise en scène Georges Wilson, Théâtre de l'Œuvre
- 1994 : Show bis de Neil Simon, mise en scène Georges Wilson, Théâtre des Bouffes-Parisiens
- 1994 : Henri IV de Luigi Pirandello, mise en scène Georges Wilson, Théâtre de l'Œuvre
- 1996 : La Pêche à la ligne de Jean Barbier, mise en scène François Guérin,Théâtre des Nouveautés

- 2002 : La Traversée de Samuel R. de Jean-Michel Vier, mise en scène de l'auteur, L'Étoile du Nord

## Filmografi
- 2008 : une histoire louche af Rudi Rosenberg (kortfilm)

- 2007 : Bare sammen af Claude Berri med Audrey Tautou

- 2005 : forelsket forvirret af Cédric Klapisch med Audrey Tautou, Romain Duris

- 1993 : Fanfan med Sophie Marceau

- 1991 : a star for two af Juke Kaufman med Lauren Bacall

- 1991 : ma vie est un enfer af Josiane Balasko med josiane Balasko, Daniel Auteuil

- 1977 : la maison des autres

## Eksterne noter og henvisninger
- Pierre Gérald på Internet Movie Database (engelsk)
- Pierre Gérald på Svensk Filmdatabas (svensk)
- Pierre Gérald på AlloCiné (fransk)
- Pierre Gérald på The Movie Database (engelsk)

1. ↑  lesgensducinema